# Eromanga Sensei
Eromanga Sensei (エロマンガ先生, litt. « Maître du manga érotique ») est une série de light novel japonais écrite par Tsukasa Fushimi et illustrée par Hiro Kanzaki. Publiée par l'éditeur Kadokawa (anciennement ASCII Media Works) dans sa collection Dengeki Bunko depuis décembre 2013 à août 2022, la série compte à ce jour treize volumes. Une adaptation en manga, dessinée par Rin, a été pré-publiée dans le magazine de prépublication Monthly Comic Dengeki Daioh à partir de mai 2014.
La série a également reçu une adaptation télévisée par le studio A-1 Pictures qui est diffusée au Japon entre avril et juin 2017,.

## Synopsis
L'histoire se centre autour d'un lycéen, Masamune Izumi, qui aime rédiger des light novel. N'ayant aucune compétence artistique, Masamune a toujours laissé les illustrations de ses romans à un partenaire anonyme employant le nom de plume d'« Eromanga Sensei ». Celui-ci est connu pour ses magnifiques dessins au trait très érotique. Malgré ça, il est d'une fiabilité extrême. Masamune, outre sa passion et ses cours, doit également s'occuper du seul membre restant de sa famille : sa petite sœur Sagiri, une hikikomori par nature. Sagiri s'est enfermée dans sa chambre depuis plus d'un an et mène constamment Masamune malgré ses tentatives de la faire sortir de sa chambre. Cependant, lorsque Masamune découvre sans le vouloir que son partenaire anonyme n'est autre que Sagiri, sa relation fraternelle montre rapidement à des nouveaux niveaux d'excitation, en particulier lorsqu'une belle auteur de shōjo manga et best-seller entre dans la mêlée.

## Personnages

### Personnages principaux
Masamune Izumi (和泉 正宗, Izumi Masamune)
Voix japonaise : Yoshitsugu Matsuoka,
Le protagoniste de la série, c'est un lycéen âgé de 15 ans. Quand il était au collège, il a remporté un prix pour l'écriture d'une série de light novel. Il écrit plus tard une série et engage un illustrateur anonyme nommé « Eromanga Sensei » et découvre par la suite lors d'un live de ce dernier qu'il reconnait sa propre sœur, Sagiri. Son nom de plume est Masamune Izumi (和泉マサムネ, Izumi Masamune). Il a l'étrange compétence de pouvoir comprendre ce que Sagiri veut lorsqu'elle frappe le sol. Il est amoureux de Sagiri mais se retient car, par éthique, les frères et sœurs ne doivent pas avoir une relation sérieuse, bien qu'il l'ait avoué à Sagiri.
Sagiri Izumi (和泉 紗霧, Izumi Sagiri) / Eromanga Sensei (エロマンガ先生)
Voix japonaise : Akane Fujita,,
L'héroïne de la série et le prénommé Eromanga Sensei, c'est une collégienne âgée de 12 ans. Elle est une hikikomori qui ne quitte jamais sa chambre, même pour manger. Elle est la demi-sœur de Masamune, ils vivent tous les deux ensemble. Elle aime dessiner des dessins ecchi. C'est une fan de l'anime Stardust Witch Meruru. Elle commence plus tard à inviter son frère dans sa chambre et s'ouvre un peu plus au monde, même à s'aventurer en dehors des limites de sa chambre.

### Auteurs-Illustrateurs
Elf Yamada (山田 エルフ, Yamada Erufu) / Emily Granger (エミリー・グレンジャー, Emirī gurenjā)
Voix japonaise : Minami Takahashi,
Une jeune artiste best-seller chez un autre éditeur et concurrente de Masamune. Elle s'auto-proclame comme étant la messie de l'industrie du light novel, celle-ci voudrait collaborer avec Eromanga Sensei pour sa prochaine série. Elle s'est installé à côté de la maison des Izumi et est reconnaissable par son style vestimentaire lolita. Elle a développé des sentiments pour Masamune et le lui a avoué. Elf Yamada n'est que son nom de plume, on apprendra un peu plus tard dans la série que son véritable est nom est Emily Granger. Son grand-frère travaille dans l'édition de ses light novel.
Muramasa Senju (千寿 ムラマサ, Senju Muramasa) / Hana Umezono (梅園 花, Umezono Hana)
Voix japonaise : Saori Ōnishi,
Une jeune écrivaine travaillant dans la même maison d'édition de Masamune. C'est une collégienne âgée de 14 ans. Elle est souvent vêtu d'un kimono, même en public. C'est une grande fan de Masamune dont elle suit son parcours professionnel depuis ses débuts sur Internet, c'est pour cela qu'elle se fâche après qu'il a mis fin à sa dernière série. Elle a tenté de l'empêcher d'écrire des séries de comédies romantiques, mais a admis sa défaite après avoir perdu contre lui dans la compétition Tenkaichi-Budoukai. Elle est amoureuse de Masamune, mais il la rejette après qu'elle lui ait avoué ses sentiments. Muramasa Senju est son nom de plume, son vrai nom est Hana Umezono.
Kunimitsu Shidō (獅童 国光, Shidō Kunimitsu)
Voix japonaise : Nobunaga Shimazaki
C'est une nouvelle recrue également dans la maison d'édition de Masamune. C'est un jeune homme âgé de 20 ans dont le passe-temps est de faire des confiseries. À la suite d'un malentendu celui-ci pense que Masamune est homosexuel. Il est également l'un des participants à la compétition Tenkaichi-Budoukai, mais a perdu face à Masamune qui a remporté la première place et lui seulement la deuxième place.
Ryūki Kusanagi (草薙 リュウキ, Kusanagi Ryūki)
Également auteur, c'est un aîné de Masamune. Étant tous deux des écrivains hommes, ils entretiennent une bonne relation.
Amelia Armeria (アメリア・アルメリア, Ameria arumeria)
C'est la nouvelle illustratrice responsable de la série de Elf, elle est surnommée Almi (アルミ, Arumi), c'est également son amie d'enfance. C'est par le nom de plume Eromanga Sensei G (Great) (エロマンガ先生G（グレート）) qu'elle va lancer un duel face au véritable Eromanga Sensei, Sagiri.

### Amis de Masamune et de Sagiri
Megumi Jinno (神野 めぐみ, Jinno Megumi)
Voix japonaise : Ibuki Kido,
La déléguée et camarade de classe de Sagiri, âgée de 12 ans, elle essaye coûte que coûte de faire revenir Sagiri à l'école et de devenir son amie. Elle est un peu perverse.
Tomoe Takasago (高砂 智恵, Takasago Tomoe)
Voix japonaise : Yui Ishikawa,
Âgée de 15 ans, c'est une camarade de classe de Masamune, elle est une grande fan de Muramasa. Elle travaille dans une librairie.

### Éditeurs
Ayame Kagurazaka (神楽坂 あやめ, Kagurazaka Ayame)
Voix japonaise : Mikako Komatsu
Une éditrice responsable des œuvres de Masamune et Muramasa.
Chris Yamada (山田 クリス, Yamada Kurisu)
C'est le grand-frère d'Elf, il est chargé de l'édition des œuvres de sa petite-sœur. Il est d'une belle apparence tel un véritable elfe. Il cherche le bonheur de sa sœur et pensait qu'elle et Masamune sortait ensemble. C'est à ce sujet là qu'il s'adressa la première fois à Masamune de manière informelle.

## Productions et supports

### Light novel
Les light novel sont écrits par Tsukasa Fushimi et illustrés par Hiro Kanzaki. La série s'est publiée par Kadokawa (anciennement ASCII Media Works), avec sa collection Dengeki Bunko, depuis le 10 décembre 2013 au 10 août 2022. Treize volumes ont été publiés en août 2022.

### Manga
Une adaptation manga, dessinée par Rin, a été publiée dans le numéro du 27 mai 2014 au 27 mai 2021 du magazine de Kadokawa (anciennement ASCII Media Works) Monthly Comic Dengeki Daioh,. Le manga a été compilé en douze volumes tankōbon depuis septembre 2021.
Un spin-off centré sur le personnage d'Elf Yamada est lancé dans le numéro de septembre 2018 du Dengeki Daioh, publié le 27 juillet 2018. Eromanga Sensei: Elf Yamada dai sensei no koisuru junshin gohan (エロマンガ先生 山田エルフ大先生の恋する純真ごはん, Eromanga Sensei: Yamada Erufu dai sensei no koisuru junshin gohan) est dessiné par Suzu Yūki. Il s'est conclu dans le numéro de janvier 2020, paru le 27 novembre 2019. Les chapitres sont rassemblés et édités dans le format tankōbon par  Kadokawa avec le premier volume publié en février 2019 ; au total, trois volumes ont été publiés.

### Anime
Annoncée en mars 2016, une adaptation des light novel en une série télévisée anime est réalisée par Ryohei Takeshita avec un scénario de Tatsuya Takahashi et est produite par Shinichiro Kashiwada et Aniplex, avec une animation du studio A-1 Pictures,,,. Composée de 12 épisodes, cette série a été diffusée pour la première fois entre le 9 avril et le 25 juin 2017 sur Tokyo MX, GTV, GYT, BS11 et plus tard sur MBS, AT-X et TVA,,. Wakanim diffuse la série en simulcast dans les pays francophones.
La chanson Hitorigoto (ヒトリゴト, litt. « Monologue ») de ClariS est utilisée comme l'opening de la série ; tandis que l'ending de l'anime, Adrenaline!!!, est chanté par les TrySail.
Annoncé lors de l'événement Eroman Fes en novembre 2017, un OAV était prévu pour 2018. Celui-ci est finalement sorti le 16 janvier 2019. Il est composé de deux épisodes et dure au total environ 48 minutes.

#### Liste des épisodes
| No | Titre français                                               | Titre japonais                | Titre japonais                               | Date de 1re diffusion |
| No | Titre français                                               | Kanji                         | Rōmaji                                       | Date de 1re diffusion |
| --- | ------------------------------------------------------------ | ----------------------------- | -------------------------------------------- | --------------------- |
| 1 | Ma petite sœur, et la chambre isolée                         | 妹と開かずの間                | Imōto to akazu no ma                         | 9 avril 2017          |
| L'épisode est introduit par un flashback qui explique la relation entre Sagiri et Masamune, étant frères et sœurs par alliance, ils vivent tous les deux dans la même maison. Lui est auteur de light novel, elle est illustratrice qui se confine dans sa chambre depuis plus d'une année. Masamune collabore avec un certain « Eromanga Sensei » qui illustre tous ses light novel depuis le début. Mais quand il regarde une diffusion de son illustrateur, il commence à croire que c'est sa sœur jusqu'à qu'il en soit sûr et vienne frapper à sa porte pour lui avoir confirmation. Elle le nie au début puis finit par l'admettre en l'invitant pour la première fois dans sa chambre. |                                                              |                               |                                              |                       |
| 2 | La Déléguée extravertie et la Fée intrépide                  | リア充委員長と不敵な妖精      | Riajū iinchō to futeki na yōsei              | 16 avril 2017         |
| 3 | Le Manoir de la nudité et l'Adepte de la Dépravation         | 全裸の館と堕落の主            | Zenra no yakata to daraku no aruji           | 23 avril 2017         |
| 4 | Maître Eromanga                                              | エロマンガ先生                | Eromanga sensei                              | 30 avril 2017         |
| 5 | Écrire un projet de light novel avec sa petite sœur          | 妹とラノベ企画を創ろう        | Imōto to ranobe kikaku wo tsukurou           | 7 mai 2017            |
| 6 | Izumi Masamune et l'adversaire aux 10 millions d'exemplaires | 和泉マサムネと 一千万部の宿敵 | Izumi Masamune to isen man-bu no shukuteki   | 14 mai 2017           |
| 7 | Écrire le meilleur roman au monde avec sa petite sœur        | 妹と世界で一番面白い小説      | Imōto to sekai de ichiban omoshiroi shōsetsu | 21 mai 2017           |
| 8 | Les Rêveries de Sagiri et les Feux d'artifice d'été          | 夢見る紗霧と夏花火            | Yumemiru sagiri to natsu hanabi              | 28 mai 2017           |
| 9 | Ma petite sœur et l'île féerique                             | 妹と妖精の島                  | Imōto to yōsei no shima                      | 4 juin 2017           |
| 10 | Izumi Masamune et sa jeune aînée                             | 和泉マサムネと 年下の先輩     | Izumi Masamune to toshishita no senpai       | 11 juin 2017          |
| 11 | Notre première rencontre et notre avenir en commun           | 二人の出会いと 未来の兄妹     | Futari no deai to mirai no futari            | 18 juin 2017          |
| 12 | Eromanga Festival!                                           | エロマンガ フェスティバル     | Eromanga Fesutibaru                          | 25 juin 2017          |
| OAV 1 | La Chanson d'amour d'Elf Yamada                              | 山田エルフのラブソング        | Yamada Erufu no Rabusongu                    | 16 janvier 2019       |
| OAV 2 | Le Premier baiser de Sagiri Izumi                            | 和泉紗霧のファーストキス      | Izumi Sagiri no Fāsutokisu                   | 16 janvier 2019       |

## Accueil
En avril 2017, la série de light novel a atteint le million d'exemplaires imprimés.